# Adetus albovittatus
Adetus albovittatus är en skalbaggsart som beskrevs av Stefan von Breuning 1966. Adetus albovittatus ingår i släktet Adetus och familjen långhorningar. Inga underarter finns listade i Catalogue of Life.